# Complejo de especies

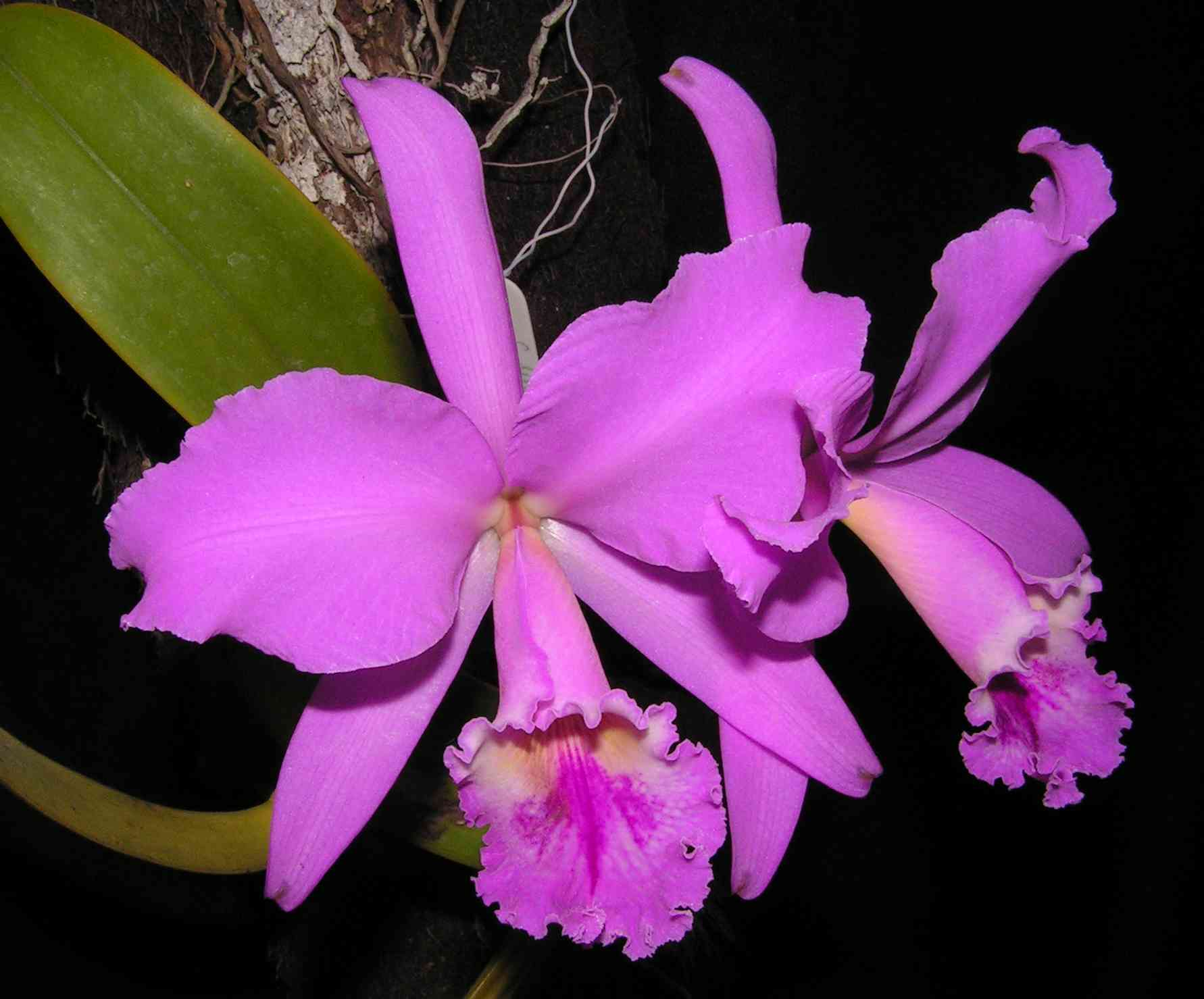
La orquídea Cattleya labiata es una integrante de un complejo de especies.

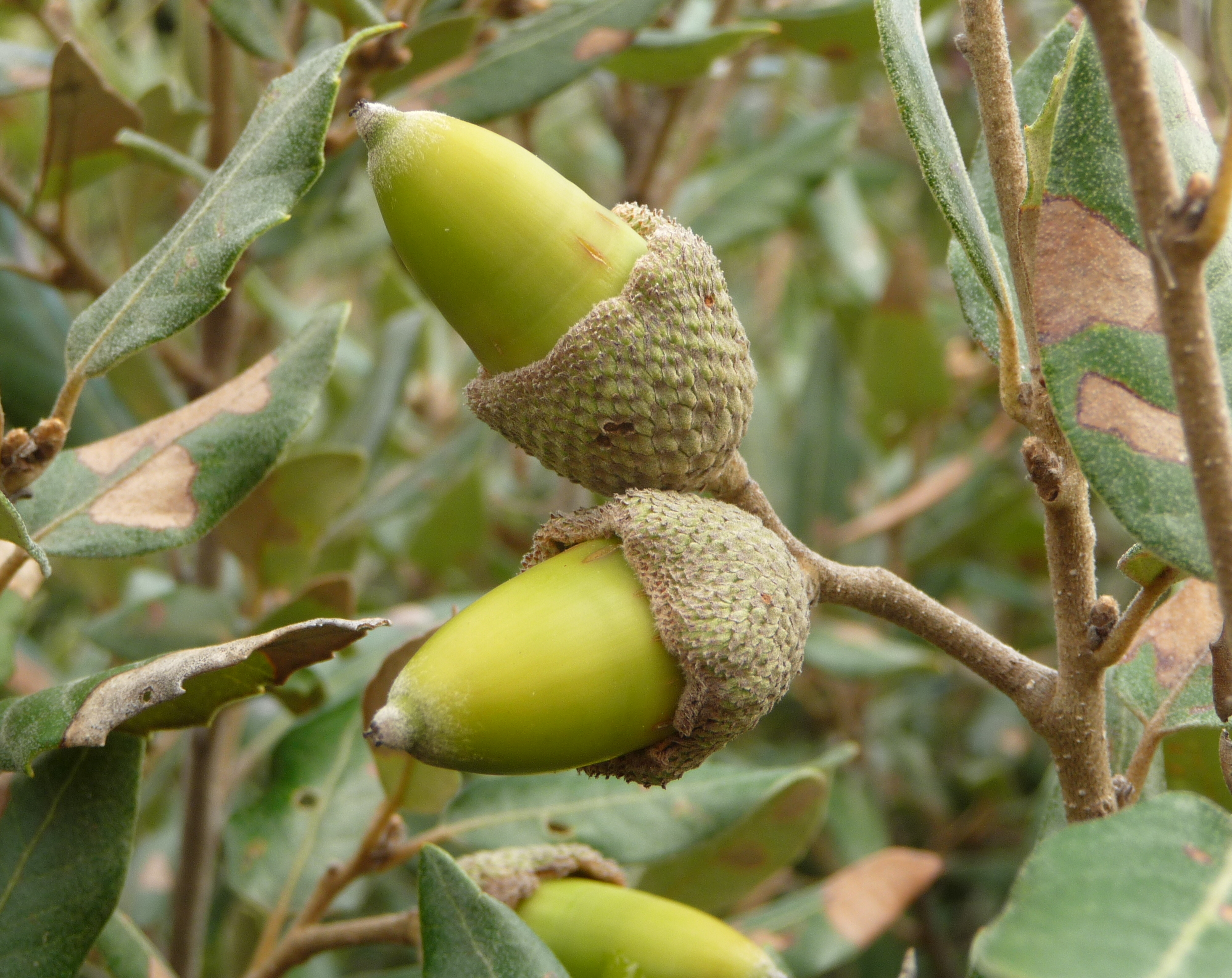
La encina (Quercus ilex) forma parte de un gran complejo de especies.

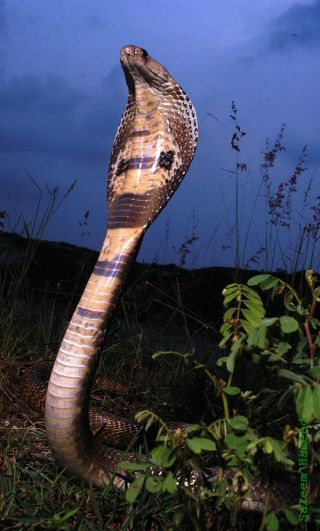
La cobra india o cobra de anteojos (Naja naja) es una integrante de un complejo de especies.

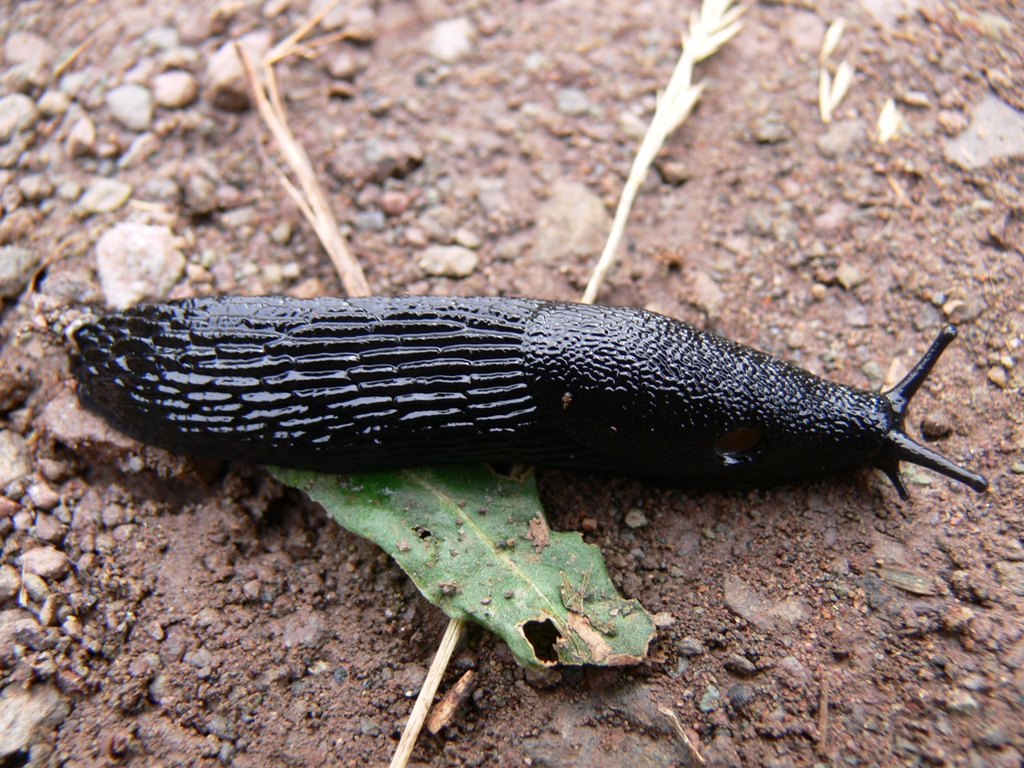
La babosa negra (Arion ater) es una integrante de un complejo de especies.

En biología, un complejo de especies es un grupo de especies estrechamente relacionadas, donde la línea de demarcación precisa entre ellas es a menudo poco clara o críptica debido a su reciente formación evolutiva, por lo que generalmente sigue siendo incompleto el aislamiento reproductivo. 

## Generalidades
Algunos ejemplos de complejos de especies son los anillos de especies, las superespecies y los complejos crípticos de especies. Tales grupos de especies relacionadas en un complejo se pueden producir ordenándose en forma de línea al experimentar una rápida especiación o donde esas especiaciones se han producido recientemente, por lo que los mecanismos de separación entre especies aún no se han desarrollado por completo. Tales casos pueden dejar algunas especies parafiléticas a nivel de especie y especies híbridas, lo que hace que su análisis filogenético sea muy difícil. 

## Dificultades para su estudio
Desentrañar las funciones que los procesos evolutivos juegan en la delimitación de las especies en estos complejos es particularmente difícil. En general al estudiar cada especie se acepta que se debe examinar un conjunto de marcadores morfológicos y moleculares y analizar estos datos usando métodos estadísticos complementarios. Frecuentemente es necesario acumular un conjunto diverso de datos moleculares y factores morfológicos, además de aplicar un enfoque multidisciplinario para intentar resolver el problema. De esta manera, se puede lograr un visión objetiva y rigurosa de la historia evolutiva de cada taxón integrante de un complejo de especies, evitando al mismo tiempo las limitaciones inherentes asociadas con el uso de un único método de análisis y un único locus o carácter.

## Ejemplos de complejos de especies
Los complejos de especies son más comunes entre las plantas, pero también existen en animales, posiblemente los más conocidos son el complejo en el género Canis de perro-lobo-coyote-dingo, y las cobras del género Naja. A menudo, estos complejos sólo se hacen evidentes cuando una especie externa se introduce en el sistema, al eliminarse las barreras entre las especies. Un ejemplo es la introducción de la babosa española en el norte de Europa, donde se cruza con la nativa de babosa negra y la babosa roja, ambas tradicionalmente consideradas como especies claramente separadas y que no se cruzaban, demostrando que una posibilidad es que sean subespecies de una misma especie.

## Algunos complejos de especies reconocidos

### En animales
- El complejo de perro-lobo-coyote-dingo en el género Canis
- Las cobras del género Naja
- Algunas especies de babosas europeas del género Arion
- Las medusas del género Cyanea, con 1 a 14 especies, dependiendo del autor de que se trate.
- El complejo de Amphilophus, en Nicaragua; un género de peces de la familia de los cíclidos.[3]
- El complejo Chelonoidis nigra, el cual incluye a la totalidad de las especies del género Chelonoidis que habitan en las islas Galápagos.
- El complejo Anopheles gambiae que incluye especies de mosquitos vectores de la malaria en el  África subsahariana.

### En vegetales
- El género de árboles de caoba Carapa de la familia de las Meliaceae, de África tropical.
- El complejo de especies Cattleya labiata, el cual agrupa a la orquídea Cattleya labiata junto a un variable conjunto de especies monofoliadas del género Cattleya.[4]